# حزب العمال (النرويج)
حزب العمال (بالنرويجية: Arbeiderpartiet) (بالإنجليزية: Labor Party) هو حزب سياسي في النرويج، ينتمي إلى التيار الديمقراطي الاشتراكي، ويُصنَّف كحزب من وسط اليسار. كان الحزب الأكبر في الائتلاف الأحمر والأخضر الحاكِم في الفترة من 2005 إلى 2013، وشغل رئيس الحزب حينئذ ينس ستولتنبرغ منصب رئيس وزراء النرويج خلال تلك الفترة. يضم الحزب حوال 56 ألف عضو مسجَّل (2014) ويرأسه حالياً يوناس غار ستوره.

## الإيديولوجيا

شعار حزب العمال النرويجي

يلتزم حزب العمال رسميا بالإيديولوجيا الديمقراطية الاجتماعية، وشعاره منذ الثلاثينيات هو «دع الجميع يشارك في البناء». يسعى الحزب إلى تحقيق دولة رعاية اجتماعية قوية، تُموَّل من خلال الضرائب والرسوم. ومنذ الثمانينيات أدخل الحزب المزيد من مبادئ اقتصاد السوق الاجتماعي في سياسته، مما سمح بخصخصة الأصول والخدمات التي تسيطر عليها الحكومة وخفض ضريبة الدخل تدريجيا بعد موجة التحرير الاقتصادي في الثمانينيات.
خلال حكومة ستولتنبرغ الأولى كانت سياسات الحزب مستوحاة من سياسات حزب العمال الجديد البريطاني لتوني بلير، وشهدت النرويج وقتها خصخصة بشكل أوسع من أي حكومة نرويجية سابقة حتى ذلك التاريخ. ومنذ الثمانينيات وبشكل مطّرد وُصِف حزب العمال بأنه نيوليبرالي من قِبل الكثير من متخصصي العلوم السياسية والمعارضين من اليسار.
يَعتبر حزب العمال نفسه حزبا تقدميّاً يلتزم بالتعاون على الصعيدين الوطني والدولي، وهو عضو كامل العضوية في حزب الاشتراكيين الأوروبيين والتحالف التقدمي، وعضو مراقب في المنظمة الاشتراكية الدولية. وقد كان حزب العمال دائماً داعماً قوياً لعضوية النرويج في الناتو، ودعَم عضوية النرويج في الاتحاد الأوربى خلال استفتاءين. وقد أدّى الحزب دوراً بارزاً في المفاوضات بين الإسرائيليين والفلسطينيين التي انتهت بالتوصل إلى اتفاق أوسلو عام 1993.
خلال الحرب الباردة، في الفترة التي كان العمال فيها حزبا حاكِما معظم الوقت، تحالفت النرويج عن كثب مع الولايات المتحدة على المستوى الدولي، وتبِعت سياسة معادية للشيوعية على المستوى المحلي، بلغت ذروتها عندما أصبحت النرويج عضوا مؤسساً لمنظمة حلف شمال الأطلسي في عام 1949.
بعد أحداث السابع من أكتوبر 2023 أعربت حكومة حزب العمال عن قلقها إزاء الحرب في قطاع غزة، واعتبرت أن بعض العمليات العسكرية الإسرائيلية تمثل انتهاكاً للقانون الدولي، داعية إلى وقف إطلاق النار وحماية المدنين. وفي مايو 2024 أعلنت الحكومة اعتراف النرويج بدولة فلسطين، في خطوة قالت إنها تهدف إلى دعم حل الدولتين وتعزيز الجهود الدبلوماسية لإنهاء الصراع. وفيما يتعلق بصندوق النفط السيادي (Oljefondet) واجه الحزب انتقادات لاستمرار استثماراته في شركات إسرائيلية متورطة في الاحتلال أو العمليات العسكرية، لكنه أكّد أن قرارات الاستثمار تُتخذ وفق معايير أخلاقية يحددها مجلس أخلاقي مستقل، وأن أي تغييرات جوهرية تستلزم تعديل الإطار التشريعي للصندوق. وبعد الضغوط قرر صندوق النفط في 11 أغسطس 2025 أن يبيع استثماراته في 11 شركة إسرائيلية متورطة في انتهاكات حقوق الإنسان.

## التاريخ
تأسس الحزب سنة 1887 بالارتباط مع الحركة العمالية العالمية وأصبح أكبر حزب سياسي في النرويج منذ 1927 وحتى الآن. استطاع دخول البرلمان النرويجي لأول مرة عام 1903، وشكَّل أول حكومة عام 1928. وقاد معظم حكومات النرويج منذ عام 1935 وحتى 2013، باستثناء فترة الاحتلال الألماني للنرويج.
في الفترة بين 1945 وحتى 1961 كان للحزب الأغلبية المطلقة في البرلمان النرويجي. وخلال الستينيات وأوائل السبعينيات تم كسر هيمنة حزب العمال، في البداية بسبب المنافسة من أحزاب اليسار الاشتراكية، ثم بدأ الحزب في السبعينيات يفقد بعض ناخبيه إلى أحزاب اليمين، مما أدى إلى تحوِّله في اتجاه اليمين تحت قيادة غرو هارلم برونتلاند خلال الثمانينيات.
في عام 2001 حقق حزب العمال أسوأ نتائجه الانتخابية منذ عام 1924. بين عامي 2005 و2013 عاد إلى السلطة بعد الالتزام باتفاق تحالف مع كل من حزب الوسط والحزب الاشتراكي اليساري لتشكيل حكومة أغلبية. ومنذ فقدانه تسعة مقاعد في انتخابات عام 2013 انضم حزب العمال إلى المعارضة. وفقد الحزب ستة مقاعد أخرى في انتخابات عام 2017  مما أسفر عن ثاني أدنى عدد من المقاعد التي شغلها العمال منذ عام 1924.

## رؤساء وزراء من الحزب
- يوهان نيغروسفول (1935–1945)
- أينار غارهاردسن (1945–1951) و(1955–1963) و(1963–1965)
- تريغفه براتلي (1971–1972) و(1973–1976)
- أودفار نوردلي (1976–1981)
- غرو هارلم برونتلاند (1981) و(1986–1989) و(1990–1996)
- توربيورن ياغلاند (1996–1997)
- ينس ستولتنبرغ (2000–2001) و(2005–2009) و(2009–2013)
- يوناس غار ستوره - (2021–2025)

## سياسيون من الحزب
هادية طاجيك - وزيرة ثقافة (2012–2013)
داغ أندرسون - وزير (1992–1996) ورئيس البرلمان النرويجي (2009 –)
يوهان يورغن هولست - شارك في اتفاقيات أوسلو
تريغفه لي - أول أمين عام للأمم المتحدة (1946–1952)
مونا يول

## وصلات خارجية
- (بالنرويجية) Arbeiderpartiet - Official site
- (بالإنجليزية) Norwegian Labour Party - Information in English
- (بالعربية) مدخل عن حزب العمال في موسوعة الجزيرة
- موقف حزب العمال من القضية الفلسطينية (ترجمة موقع الصفصاف)